# Ctenomys lessai
Ctenomys lessai – endemiczny gatunek gryzonia z rodziny tukotukowatych (Ctenomyidae). Występuje w Boliwii w departamencie Cochabamba, 0,5 km na południe od Lluthu Pampa, na wysokości 2700 m n.p.m. Gatunek został pierwotnie (1998) określony przez Enrique P. Lessa i Josepha A. Cooka jako Ctenomys „llathu”. W 2014 zespół amerykańskich naukowców: Scott Lyell Gardner, Jorge Salazar-Bravo i Joseph A. Cook na podstawie badań mitochondrialnego DNA, wydzielił populację do odrębnego gatunku Ctenomys lessai i przedstawił pierwszy opis naukowy taksonu.

## Systematyka
Autorzy wydanej w 2016 roku publikacji „Handbook of the Mammals of the World” wyjaśniają, że na podstawie analizy mitochondrialnego DNA C. lessai winien być traktowany jako odrębny gatunek. Zwracają uwagę, że należy do grupy taksonów z grupy C. frater.

### Nazewnictwo
Epitet gatunkowy lessai jest eponimem mającym na celu upamiętnienie urugwajskiego zoologa Enrique P. Lessa, „lidera w dziedzinie latynoskiej teriologii, ewolucji i badań nad biologią tukotuko”.

## Kariotyp
Garnitur chromosomowy C. lessai tworzą 23 pary (2n=46) chromosomów; FN=64.

## Budowa ciała
Ctenomys lessai, podobnie jak inne gatunki tukotuko, charakteryzuje mocna budowa ciała, małe oczy (ale jak na zwierzęta podziemne stosunkowo duże) ulokowane w górnej części czaszki. Tułów ma kształt cylindryczny. Uszy są małe. Ogon gruby i stosunkowo krótki. Łapy, wyposażone w mocne pazury, są przystosowane do kopania tuneli. Długie siekacze i mocne pazury stanowią dla wszystkich tukotuko podstawę adaptacyjną do życia pod ziemią. Są niezbędne do drążenia tuneli. Ctenomys używają do prac ziemnych siekaczy. Drążą z zamkniętymi pyszczkami. W zakresie kształtu czaszki u tukotuko występuje duża zmienność międzygatunkowa.
Ctenomys lessai jest opisywane jako gryzoń o małej lub średniej wielkości. Sierść gęsta, cienka i miękka. Włosy w części grzbietowej mają długość około 0,5–2 cm i są wybarwione na kolor od oliwkowobrązowego do płowobrązowego. Wzdłuż grzbietu przebiega pas wybarwiony na goździkowobrązowy. Część brzuszna jest płowooliwkowa. Podszerstek jest dwukolorowy, ale u młodych osobników ma jednolity szary kolor. Ogon jest krótki, pokryty włosem wybarwionym na kolor oliwkowobrązowy. Końcówka ogona jest jaśniejsza. Górne siekacze są jasnożółte, w odcieniach od żółtoochrowego do barwy kości słoniowej.
|                                | wymiar     |
| ------------------------------ | ---------- |
| długość ciała z głową i ogonem | 177–265 mm |
| długość ogona                  | 44–79 mm   |
| długość ucha                   | 4–8 mm     |
| długość tylnej łapy            | 27–37 mm   |
| masa ciała                     | 98–286 g   |

## Tryb życia
C. lessai, jak wszystkie tukotuko, wiodą podziemny tryb życia. Pod ziemią żyją, rozmnażają się, jedzą i tam umierają. Jak zdecydowana większość tukotuko wiedzie samotniczy tryb życia. Jeden system tuneli należy do jednego zwierzęcia. Młode tukotuko osiągają dojrzałość płciową po około 6–8 miesiącach życia. Ciąża trwa około 100 dni.

## Rozmieszczenie geograficzne
Występuje w Boliwii w departamencie Cochabamba, 0,5 km na południe od Lluthu Pampa, na wysokości 2700 m n.p.m.

### Siedlisko
Poszczególne gatunki tukotuko zasiedlają izolowane, stosunkowo niewielkie obszary. C. lessai zamieszkuje obszary trawiaste na wysokości 2500–2750 m n.p.m.

## Komunikacja
Nazwa zwierząt tuko-tuko stosowana dla rodzaju Ctenomys jest onomatopeją odwzorowującą ich wokalizację. Samce tukotuko dwukrotnie częściej używają dźwięku w komunikacji niż samice.